# Zósimo de Panópolis
Zósimo de Panópolis foi um alquimista egípcio ou grego e místico gnóstico do final do século III e início do IV. Ele nasceu em Panópolis, hoje Acmim, sul do Egito em meados do ano 300. Escreveu os mais antigos livros conhecidos na alquimia, dos quais citações na língua grega e traduções para o siríaco e árabe são conhecidas. Ele é um dos cerca de 40 autores representados numa coleção de manuscritos alquímicos que foi provavelmente composta em Bizâncio, Constantinopla, no século XVII ou XVIII d.C., atualmente em Veneza e Paris.
Traduções arábicas dos textos de Zósimo foram descobertas em 1995 em uma cópia do livro Chaves da Misericórdia e Segredos da Sabedoria por Al-Tughrai, um alquimista persa. Infelizmente, as traduções estavam incompletas e aparentemente não eram textuais. O famoso índice de livros árabes, Kitab al-Fihrist por Ibn al-Nadim, menciona traduções mais antigas de quatro livros de Zósimo. Contudo, devido à sua inconsistência na transliteração, estes textos foram atribuídos a nomes como "Thosimos", "Dosimos" e "Rimos"; também é possível que dois deles tenham sido traduções do mesmo livro.

## Alquimia
Em meados de 300 depois de Cristo, Zósimo produziu uma das primeiras definições da alquimia:
Alquimia (330) - o estudo da composição das águas, movimento, crescimento, possessão e exorção, retirada dos espíritos de corpos e ligação dos espíritos entre os corpos.
Em geral, o entendimento da alquimia por Zósimo reflete a influência das espiritualidades herméticas e gnósticas. Ele afirmava que um anjo caído ensinou as artes da metalurgia às mulheres com que se casaram, uma ideia também vista no Primeiro Livro de Enoque e depois repetida no gnóstico Apócrifo de João. Em um fragmento preservado por Jorge o Monge, Zósimo escreve:
 Os escritos antigos e divinos dizem que os anjos enamoraram-se das mulheres; e, descendo, ensinaram a elas todas o funcionamneto da natureza. Delas, portanto, vem a primeira tradição, quím, a respeito destas artes; pois elas chamavam este livro de "quím" e portanto a ciência da Química tem este nome.
Os processos externos da transmutação metálica — a transformação de chumbo e cobre em prata e ouro (ver o Papiro de Estocolmo) — tinha sempre que imitar um processo interior de purificação e redenção. Zósimo escreveu em Sobre o verdadeiro Livro de Sophe, o Egípcio, e do Divino Mestre dos Hebreus e dos Poderes Sabáticos:
Há duas ciências e duas sabedorias: a dos egípcios e a dos hebreus. A última é confirmada pela justiça divina. A ciência e o conhecimento dos mais excelentes domina a um e ao outro. As duas originam em tempos antigos. Sua origem é sem um rei, autônoma a imaterial; não está preocupada com os corpos materiais e corrompíveis: ela opera sem submeter-se às influências estranhas, sustentada por prece e graça divina.
O símbolo da Química é trazido da criação pelos seus adeptos, que limpam e preservam a conexão divina da alma nos elementos, e que liberta o espírito divino de sua mistura com a carne.
Como o Sol é, por assim dizer, uma flor do fogo e, simultaneamente, o sol celeste, o olho destro do mundo, então o cobre quando brilha — isto é, quando toma a cor do ouro, através da purificação — torna-se um sol terrestre, que é o rei da Terra tal como o Sol é o rei do céu.
Alquimistas gregos utilizavam o que eles chamavam ὕδωρ θεῖον, que significa tanto "água divina" como "água sulfúrica". Para Zósimo, o recipiente alquímico era idealizado como uma fonte de batismo e os vapores do mercúrio e do enxofre como ligados às águas purificadoras do batismo, que aperfeiçoava e redimia a iniciativa gnóstica. Zósimo elaborou sobre a imagem hermética do krater (pote de misturar), um símbolo da mente divina onde os iniciantes herméticos eram "batizados" e purificados no curso de uma ascensão visionária através dos céus e para dentro das dimensões transcendentais. Ideias similares de batismo espiritual nas "águas" do Pleroma transcendental são características dos textos gnóstico-setianistas descobertos em Nag Hammadi. Estas imagens do recipiente alquímico como uma fonte de batismo é central para as suas "visões".

## Visões de Zósimo
Um dos textos de Zósimo é sobre uma sequência de sonhos relacionados à alquimia e apresenta a protociência como uma experiência muito mais religiosa. Em seus sonhos ele primeiro vem a um altar e conhece Íon (Os sabeistas consideravam-no o fundador de sua religião), que se proclama "sacerdote dos santuários internos, eu submeto-me ao tormento interminável." Ion então luta e empala Zósimo com uma espada, desmembrando-o "de acordo com a regra da harmonia" (refere-se à divisão em quatro corpos, naturezas ou elementos) e então arranca a pele da cabeça de Zósimo (uma referência ao Apocalipse de Elias, que menciona que aqueles que forem condenados "ao eterno castigo": "seus olhos serão misturados com sangue"; e dos santos que foram perseguidos pelo Anticristo: "ele irá arrancar suas peles de suas cabeças"). Ele leva os pedaços de Zósimo até o altar e "incinera[-os] no fogo da arte, até que percebi que pela transformação do corpo eu havia me tornado espírito." Dali em diante, Íon chora sangue e derrete no "oposto dele mesmo, em um mutilado Anthroparion" o que Carl Jung notou ser o primeiro conceito de homúnculo na literatura sobre a alquimia.
Zósimo acorda e pergunta a si mesmo: "seria isso a composição das águas?" e retorna a dormir, tornando a ter visões novamente. Ele constantemente acorda, pondera consigo mesmo e volta a dormir durante estas visões. Retornando ao mesmo altar, Zósimo encontra um homem sendo fervido vivo, ainda consciente, que o diz: "a visão que você presencia é a entrada e a saída e a transformação (...) Aqueles que procuram obter a arte (ou a perfeição moral) entram aqui, e tornam-se espíritos ao escapar dos seus corpos", o que pode ser considerado como destilação humana; tal qual a água destilada é purificada, o corpo destilado purifica também. Ele vê então um Homem Forte (outro homúnculo, como Jung acreditava que qualquer homem descrito como sendo de metal fosse) e um Homem Plúmbeo (nomeado Agathodaimon, também um homúnculo). Zósimo também sonha com um "lugar de punições" onde todos que entram imediatamente incandescem em chamas e "submetem-se a um tormento interminável."
Jung acreditava que essas visões eram uma alegoria alquímica, com o homúnculo atormentado persfonificando as transmutações, queimas e fervuras como meios de tornar-se algo mais. A imagem central das visões são o ato do sacrífico, que cada homúnculo sofre. Na alquimia a natureza diofisista é constantemente enfatizada, dois princípios equilibrando-se um no outro, ativo e passivo, masculino e feminino, o que constitui o ciclo eterno do nascimento e da morte. Na alquimia antiga este ciclo era representado pelo símbolo do Ouroboros, o dragão que morde seu próprio rabo]]. A união do rabo do dragão com sua boca é algo ali considerado também como autofertilização, como no texto "Tractatus Avicennae", onde menciona-se o "dragão que derrota a si mesmo, casa consigo mesmo, engravida a si mesmo." Nas visões, o pensamento circular aparece na identidade do sacerdote dos sacrifícios com suas vítimas e a ideia de que o homúnculo no qual Íon se tornou devora-se. Ele vomita sua própria carne e dilacera-se com seus próprios dentes. O homúnculo portanto representa o Ouroboros, que devora e dá a luz a si mesmo. Já que o homúnculo representa a transformação de Íon, entende-se que Íon, o Ouroboros, e o sacrificador são essencialmente o mesmo indivíduo.

## Obra
- Memórias Autênticas
- O Livro das Figuras (Muṣḥaf aṣ-ṣuwar)
- Sobre o verdadeiro Livro de Sophe, o Egípcio e o Mestre Divino dos Hebreus e os Poderes Sabáticos (Tradução francesa)
- A Certificação Final (Tradução francesa)
- Da Evaporação da Água Divina que fixa o Mercúrio (Tradução francesa    )
- Da Letra Ômega (English excerpt traduzido por G.R.S. Mead; Tradução francesa)
- Tratado nos Instrumentos e Fornalhas (Tradução francesa)
- As Visões de Zósimo (Tradução anglófona)

O completo (tal qual em 1888) "Œuvres de Zosime (Trabalhos de Zósimo)" foi publicado em francês por M. Berthelot em Les alchimistes grecs. Traduções em inglês continuam elusivas.

### Fragmentos
Berthelot, Marcelin (1888). Collection des Anciens Alchimistes Grecs (em francês). Paris: Steinheil Vol. I (introdução) p. 119, 127—174, 209, 250; vol. II (Texto grego) p. 28, 117—120; Vol. III (trad.) p. 117—242.
H. D. Saffrey & Zosime de Panopolis (trad. M. Mertens). Les alchimistes grecs, vol. IV.1: Mémoires authentiques (em francês). [S.l.]: Les Belles-Lettres. pp. CLXXIII–348. ISBN 2-251-00448-3 pág. 1—49: I = Sur la lettre oméga; V = Sur l'eau divine; VI = Diagramme (ouroboros); VII = Sur les appareils et fourneaux

### Estudos
Berthelot, Marcelin (1885). Les Origines de l'alchimie (em francês). Paris: Steinheil. pp. 177–187
Berthelot, Marcelin (1888). Collection des Anciens Alchimistes Grecs (em francês). Paris: Steinheil Vol. I (introdução) p. 119, 127—174, 209, 250.
Berthelot, Marcelin (1893). La Chimie au Moyen Âge (em francês). Paris: Steinheil Vol. II, pág. 203—266; Vol. III, p. 28, 30, 41.
Mead, G.R.S (1906). «Zosimus on the Anthropos-Doctrine». Thrice Greatest Hermes: Studies in Hellenistic Theosophy and Gnosis. III. London and Benares: The Theosophical Publishing Society. pp. 273–284
Jung, C. G. (1943). Psychology and Alchemy (em inglês). [S.l.: s.n.]
Lindsay, Jack (1970). The Origins of Alchemy in Graeco-Roman Egypt (em inglês). [S.l.: s.n.] ISBN 0389010065
Jackson, A. H. (1978). Zosimos of Panopolis. On the letter Omega (em inglês). Missoula (Montana): [s.n.]